# ACT New Zealand
ACT New Zealand, ofta förkortat ACT, är ett klassiskt liberalt parti i Nya Zeeland. Partiets namn är en förkortning för Association of Consumers and Taxpayers, en organisation grundad 1993 av Roger Douglas och Derek Quigley. Organisationen ombildades till ett politiskt parti inför valet 1996. Young ACT är partiets inofficiella ungdomsförbund.
ACT var stödparti åt regeringen ledd av Nya Zeelands nationella parti mellan 2008 och 2017. Vid valet 2017 behöll partiet sitt enda mandat med 0,5% av de nationella rösterna. På grund av det Nationella partiets dåliga resultat kunde ACT öka till 7,6% och 10 mandat i valet 2020, det bästa resultatet sedan partiets grundande.